# Bah
A Bah (majd Bh, Bhv) egy vasúti személykocsi-típus család volt.

## Története
A MÁV az 1950-es években kezdte meg korábbi kéttengelyes személykocsiparkjának négytengelyes járművekkel történő lecserélését, elsőként az elővárosi forgalomban. Az első járművek 1957-ben álltak forgalomba, gyártójuk az akkori Dunakeszi MÁV Járműjavító volt. A kocsik hosszúsága 23,7 méter, villamos kályhafűtésük és világításuk, a gyors utascserét biztosító, oldalanként négy ajtós kivitelük, eredeti 120 km/h maximális sebességük igen jól illeszkedett az elővárosi feladatokhoz.
A típusból fejlődött ki a Bhv kocsicsalád, ahol távvezérlési kábellel ellátott kocsik készültek, majd vezérlőkocsik (Bt, BDt) gyártásával egészült ki az az ingavonati rendszer, amely még jelenleg is a hazai elővárosi közlekedés gerincét képezi. Néhány kocsit átépítettek poggyász- (BDh) és ingavonatképes kerékpárszállításra (BDbhv).
Összesen mintegy 2000 jármű készült el a kocsicsaládból, amelynek egy része még ma is közlekedik a magyar vasúti hálózaton. Néhány vezérlőkocsit a gyártás során eladtak a görög vasútra az oda leszállított M41-es mozdonyokhoz ingavonati üzemre, de ez az ottani műszaki problémák miatt nem valósult meg, csak poggyászkocsiként üzemeltek.  Néhány Bhv-kocsit gyártottak Vietnám részére is.

## Teljes átépítés
Az eredeti gyártóhelyen, a mai MÁV Dunakeszi Járműjavítóban eddig 267 betétkocsi és 56 vezérlőkocsi teljes felújítására – elsősorban utaskényelmi korszerűsítésére – került sor, ezáltal biztosítva a járművek további 15-20 éves üzemét. 2009-ben tovább folytatódik a felújítási program.
Mindkét járműtípus sikere és hosszú élettartama a magyar vasúti mérnökök, a magyar vasút és az egykori hazai vasúti járműgyártás eredményességét, szakmai minőségét dicséri.